# Lista de episódios de Oreimo

Ore no Imōto ga Konna ni Kawaii Wake ga Nai, também conhecida como Oreimo, é uma série de anime baseada na light novel de mesmo nome, escrita por Tsukasa Fushimi e ilustrada por Hiro Kanzaki. Foi dirigido por Hiroyuki Kanbe e produzido pelo estúdio de animação AIC Build e pela empresa de produção Aniplex. Kana Ishida e Tetsuya Kawakami são os principais animadores, e o designer de personagens principal é Hiroyuki Oda. O roteiro foi escrito por Hideyuki Kurata, com Tsukasa Fushimi escrevendo o episódio nove. Composto por Satoru Kōsaki, a música é produzida pela Aniplex com Satoshi Motoyama como diretor de som. A história retrata o estudante do ensino médio Kyosuke Kosaka, que descobre que sua irmã mais nova, Kirino, na verdade, é uma otaku com uma extensa coleção de animes moe e eroge temáticos de irmã mais nova que ela vem colecionando em segredo. Kyosuke rapidamente se torna confidente de Kirino para seu hobby secreto.
A série foi ao ar no entre 3 de outubro e 19 de dezembro de 2010 na estação de televisão Tokyo MX. Posteriormente foi ao ar na BS11, Chiba TV, MBS, TV Aichi, TVH, TVK, TV Saitama, e TVQ. A série foi lançada em uma compilação em BD/DVD de oito volumes, que foram lançados entre 22 de dezembro de 2010 e 27 de julho de 2011. Quatro episódios ONA foram transmitidos através do website oficial, bem como em outros websites, como Nico Nico Douga, Showtime Japan e MovieGate, a partir de 22 de fevereiro de 2011. Os dois primeiros foram lançados em 27 de junho de 2011, junto com o sétimo volume em BD/DVD, e os dois últimos foram lançados em 27 de julho de 2011, com o oitavo volume. Esses episódios se passam a partir do episódio 12 e oferecem um final alternativo da transmissão televisiva.
Uma segunda temporada de 13 episódios, intitulada Ore no Imōto ga Konna ni Kawaii Wake ga Nai. (俺の妹がこんなに可愛いわけがない。, com um ponto no final), foi produzida pela A-1 Pictures, indo ao ar entre 7 de abril e 30 de junho de 2013, sendo transmitida simultaneamente pelo Crunchyroll. Três episódios adicionais foram exibidos no Otakon 2013 em 9 de agosto de 2013, sendo exibidos mundialmente em 18 de agosto. Os episódios adicionais foram transmitidos simultaneamente pelo Crunchyroll ao mesmo tempo da exibição japonesa até 31 de agosto de 2013.
A primeira temporada faz uso de 13 músicas-tema: um tema de abertura e 12 temas de encerramento. O tema de abertura para o anime é "Irony" cantado por ClariS e composto por Kz do Livetune, enquanto cada episódio apresenta um tema de encerramento diferente cantado por um dos dubladores. O tema de abertura da segunda temporada é "Reunion" de ClariS, enquanto um concurso foi realizado para os temas de encerramento da segunda temporada.

## Resumo da série
| Temporada | Temporada | Episódios   | Episódios   | Originalmente exibido | Originalmente exibido |
| Temporada | Temporada | Episódios   | Episódios   | Estreia da temporada  | Final da temporada    |
| --------- | --------- | ----------- | ----------- | --------------------- | --------------------- |
|           | 1         | 12 + 4 ONAs | 12 + 4 ONAs | 3 de outubro de 2010  | 31 de maio de 2011    |
|           | 2         | 13 + 3 ONAs | 13 + 3 ONAs | 7 de abril de 2013    | 18 de agosto de 2013  |

## Episódios

### Oreimo(2010–2011)
| N.º      | Título | Tema de encerramento | Exibição original             |
| -------- | --- | --- | ----------------------------- |
| 1        | "Eu não Posso me Apaixonar pela Minha Irmãzinha" "Ore ga Imōto to Koi o Suru Wake ga Nai (俺が妹と恋をするわけがない)"                                                                                           | "Imōto, Plea~se!" (妹プリ〜ズ!, Imōto Purīzu!) por Ayana Taketatsu                                                                     | 3 de outubro de 2010          |
| 2        | "Eu não Posso Sair com Minha Irmãzinha na Vida Real" "Ore ga Imōto to Ofu Kai ni Iku Wake ga Nai (俺が妹とオフ会に行くわけがない)"                                                                               | "Shine!" por Ayana Taketatsu | 10 de outubro de 2010         |
| 3        | "Minha Irmã não Pode Ser Tão Bonitinha" "Ore no Imōto ga Konna ni Kawaii Wake ga Nai (俺の妹がこんなに可愛いわけがない)"                                                                                         | "Horaism" (ほらいずむ, Horaizumu) por Ayana Taketatsu                                                                                  | 17 de outubro de 2010         |
| 4        | "Minha Irmãzinha não Pode ao Comiket de Verão" "Ore no Imōto ga Natsu Komi Toka Iku Wake ga Nai (俺の妹が夏コミとか行くわけがない)"                                                                              | "Shiroi Kokoro" (白いココロ) por Saori Hayami                                                                                          | 24 de outubro de 2010         |
| 5        | "A Melhor Amiga da Minha Irmãzinha não Pode ser Tão XX" "Ore no Imōto no Shin'yū ga Konna Batsubatsu na Wake ga Nai (俺の妹の親友がこんなＸＸなわけがない)"                                                      | "Orange" (オレンジ, Orenji) por Ayana Taketatsu                                                                                        | 31 de outubro de 2010         |
| 6        | "Minha Amiga de Infância não Pode Ser Tão Bonitinha" "Ore no Osananajimi ga Konna ni Kawaii Wake ga Nai (俺の幼馴染がこんなに可愛いわけがない)"                                                                  | "Maegami☆" (マエガミ☆) por Satomi Satō                                                                                                 | 7 de novembro de 2010         |
| 7        | "Minha Irmãzinha não Pode Ser uma Romancista" "Ore no Imōto ga Konna ni Shōsetsuka na Wake ga Nai (俺の妹がこんなに小説家なわけがない)"                                                                          | "Masquerade!" por Kana Hanazawa | 14 de novembro de 2010        |
| 8        | "Minha Irmãzinha não Pode Estar Ganhando uma Adaptação para Anime" "Ore no Imōto ga Konna ni Anime-ka na Wake ga Nai (俺の妹がこんなにアニメ化なわけがない)"                                                     | "Chameleon Daughter" (カメレオンドーター, Kamereon Dōtā) por Hitomi Nabatame                                                           | 21 de novembro de 2010        |
| 9        | "Minha Irmãzinha não Pode Jogar Eroge Tão Imersamente" "Ore no Imōto ga Konna ni Erogē Zanmai na Wake ga Nai (俺の妹がこんなにエロゲー三昧なわけがない)"                                                         | "Suki Nanda mon!" (好きなんだもん!) por Ayana Taketatsu                                                                                | 28 de novembro de 2010        |
| 10       | "Minha Irmãzinha não Pode Fazer Cosplay" "Ore no Imōto ga Konna ni Kosupure na Wake ga Nai (俺の妹がこんなにコスプレなわけがない)"                                                                               | "Iie, Tom wa Imōto ni Taishite Seiteki na Kōfun o Oboete Imasu" (いいえ、トムは妹に対して性的な興奮をおぼえています) por Yukari Tamura | 5 de dezembro de 2010         |
| 11       | "Minha Irmãzinha não Pode Ser uma Empregada" "Ore no Imōto ga Konna ni Meido na Wake ga Nai (俺の妹がこんなにメイドなわけがない)"                                                                                | "Akihabara☆Dance☆Now!!" (アキハバラ☆だんす☆なう!!, Akihabara☆Dansu☆Nau!!) por Ayana Taketatsu, Kana Hanazawa e Hitomi Nabatame         | 12 de dezembro de 2010        |
| 12 (TV)  | "O Concelho de Vida para Minha Irmãzinha não Pode Acabar Assim (Final Bom)" "Ore no Imōto no Jinsei Sōdan ga Kore de Owaru Wake ga Nai -Good End- (俺の妹の人生相談がこれで終わるわけがない ～GOOD END～♥)"      | "Tadaima" (ただいま。) por Ayana Taketatsu                                                                                             | 19 de dezembro de 2010        |
| 12 (ONA) | "O Concelho de Vida para Minha Irmãzinha não Pode Acabar Assim (Rota Verdadeira)" "Ore no Imōto no Jinsei Sōdan ga Kore de Owaru Wake ga Nai -True Route- (俺の妹の人生相談がこれで終わるわけがない TRUE ROUTE)" | "Ready" por Ayana Taketatsu | 22 de fevereiro de 2011 (ONA) |
| 13       | "Minha Caloura não Pode Tão Podre" "Ore no Kōhai ga Konna ni Kusatteru Wake ga Nai (俺の後輩がこんなに腐ってるわけがない)"                                                                                       | "†Inochi Mijikashi Koiseyo Otome†" (†命短し恋せよ乙女†) por Kana Hanazawa                                                              | 29 de março de 2011 (ONA)     |
| 14       | "Minha Caloura não Pode Ser Tão Bonitinha" "Ore no Kōhai ga Konna ni Kawaii Wake ga Nai (俺の後輩がこんなに可愛いわけがない)"                                                                                    | "Serenade of Atonement" (贖罪のセレナーデ, Shokuzai no Serenāde) por Kana Hanazawa e Yuichi Nakamura                                   | 26 de abril de 2011 (ONA)     |
| 15       | "Esse não Pode Ser o Último Episódio da Minha Irmãzinha" "Ore no Imōto ga Kore de Saishūkai na Wake ga Nai (俺の妹がこれで最終回なわけがない)"                                                                   | "keep on runnin" por Ayana Taketatsu                                                                                                   | 31 de maio de 2011 (ONA)      |

### Oreimo 2(2013)
| N.º | Título | Tema de encerramento                                                                               | Exibição original          |
| --- | --- | -------------------------------------------------------------------------------------------------- | -------------------------- |
| 1   | "Minha Irmã não Pode Voltar para Casa de Novo" "Ore no Imōto ga Futatabi Kaettekuru Wake ga Nai (俺の妹が再び帰ってくるわけがない)" | "Kanjō-sen Loop" (感情線loop) por Ayana Taketatsu ("Reunion" por ClariS na transmissão televisiva) | 7 de abril de 2013         |
| 2   | "O Onii-san que eu Confiava e Liberei não Pode Ficar tão Animado com Jogos Portáteis de Bishoujos e Começar a Abusar de mim Sexualmente!" "Shinjite Okuridashita Onii-san ga Keitai Bishōjo Gēmu ni Dohamari shite Sekuhara shite Kuru yō ni Naru Wake ga Nai (信じて送り出したお兄さんが携帯美少女ゲームにドハマリしてセクハラしてくるようになるわけがない)" | "Filter" (フィルター, Firutā) por Saori Hayami                                                     | 14 de abril de 2013        |
| 3   | "Minha Amiga não Pode Tirar seus Óculos!" "Ore no Tomodachi ga Megane o Hazusu Wake ga Nai (俺の友達が眼鏡を外すわけがない)" | "Zutto..." (ずっと...) por Hitomi Nabatame, Ayana Taketatsu e Kana Hanazawa                        | 21 de abril de 2013        |
| 4   | "A Rival da Minha Irmã não Pode Estar Vindo para o Japão!" "Ore no Imōto no Raibaru ga Rainichi suru Wake ga Nai (俺の妹のライバルが来日するわけがない)" | "Honest Rhapsody" (ほねすと☆ラプソディー, Honesuto Rapusodī) por Ayana Taketatsu                   | 28 de abril de 2013        |
| 5   | "Eu não Posso ser o Namorado da Minha Irmãzinha e Ela não Pode Ter um Namorado!" "Ore ga Imōto no Kareshi na Wake ga Naishi, Ore no Imōto ni Kareshi ga Iru Wake ga Nai (俺が妹の彼氏なわけがないし、俺の妹に彼氏がいるわけがない)" | "Keep" by Ayana Taketatsu                                                                          | 5 de maio de 2013          |
| 6   | "Minha Irmãzinha não Pode Levar Seu Namorado para Casa!" "Ore no Imōto ga Ie ni Kareshi o Tsuretekuru Wake ga Nai (俺の妹が家に彼氏をつれてくるわけがない)" | "Monochrome☆HAPPY DAY" (モノクロ☆HAPPY DAY, Monokuro Happy Day) por Kana Hanazawa                  | 12 de maio de 2013         |
| 7   | "Eu não Posso Virar um Casal com a Minha Caloura!" "Ore ga Kōhai to Koibito Dōshi ni Naru Wake ga Nai (俺が後輩と恋人同士になるわけがない)" | "Kyō mo Shiawase" (きょうもしあわせ) por Yui Ogura                                                 | 19 de maio de 2013         |
| 8   | "Eu não Consigo Criar uma Memória de Verão com Minha Caloura!" "Ore ga Kōhai to Hito Natsu no Omoide o Tsukuru Wake ga Nai (俺が後輩とひと夏の思い出を作るわけがない)" | "Setsuna no Destiny" (刹那のDestiny) por Kana Hanazawa                                             | 26 de maio de 2013         |
| 9   | "Minha Irmã não Pode Ser Tão Bonitinha!" "Ore no Imōto ga Konna ni Kawaii Wake ga Nai! (俺の妹がこんなに可愛いわけがない！)" | "Answer" por Ayana Taketatsu (nenhum na transmissão televisiva)                                    | 2 de junho de 2013         |
| 10  | "Minha Irmã não Pode Vestir um Vestido de Noiva!" "Ore no Imōto ga Uedingu Doresu o Kiru Wake ga Nai (俺の妹がウエディングドレスを着るわけがない)" | "Hoshikuzu Cosplay☆Witch! Desu! Omega" (星くずこすぷれ☆うぃっち！です！・おめが) por Misaki Kuno   | 9 de junho de 2013         |
| 11  | "Irmãzinhas não Podem Invadir a Casa do Seu Irmão que Vive Sozinho" "Hitorigurashi no Aniki no Heya ni Imōto-tachi ga Oshikakeru Wake ga Nai (一人暮らしの兄貴の部屋に妹たちが押しかけるわけがない)" | "Arifureta Mirai e" (ありふれた未来へ) por Satomi Satō                                             | 16 de junho de 2013        |
| 12  | "A Angelical Ayase-tan não Pode Vir para Minha Casa Pois Vivo Sozinho" "Maji Tenshisugiru Ayase-tan ga Hitorigurashi no Orenchi ni Kōrin Suru Wake ga Nai (マジ天使すぎるあやせたんが一人暮らしの俺んちに降臨するわけがない)" | "Omou Koto" (思うコト) por Saori Hayami                                                            | 23 de junho de 2013        |
| 13  | "Irmãzinhas não Podem se Apaixonar por Seus Irmãos!" "Imōto ga Ani ni Koi Nante Suru Wake Nai (妹が兄に恋なんてするわけない)" | "Honto no Kimochi" (ホントの気持ち) por Ayana Taketatsu e Satomi Satō                              | 30 de junho de 2013        |
| 14  | "Não Consigo Confessar a Ela" "Ore ga Kanojo ni Kokuhaku Nante Aru Wake ga Nai (俺が彼女に告白なんてあるわけがない)" | "The last ceremony" por Kana Hanazawa                                                              | 18 de agosto de 2013 (ONA) |
| 15  | "Minha Irmã É Tão Bonitinha" "Ore no Imōto ga Kon'nani Kawaii (俺の妹がこんなに可愛い)" | "will" by Ayana Taketatsu                                                                          | 18 de agosto de 2013 (ONA) |
| 16  | "Minha Irmã não Pode Ser Tão Bonitinha." "Ore no Imōto ga Kon'nani Kawaii Wake ga Nai. (俺の妹がこんなに可愛いわけがない。)" | "Thank You" por Ayana Taketatsu                                                                    | 18 de agosto de 2013 (ONA) |